# Tampico
Tampico – miasto w północno-wschodnim Meksyku, w stanie Tamaulipas, nad rzeką Pánuco, w pobliżu jej ujścia do Zatoki Meksykańskiej, siedziba władz gminy Tampico. Jest największym meksykańskim centrum ekonomicznym nad Zatoką Meksykańską. Szybki rozwój ekonomiczny w latach 20. XX wieku sprawił, iż miasto było pionierem lotnictwa oraz produkcji sody (stosowanej m.in. w produkcji szkła i papiernictwie). W mieście rozwinął się przemysł chemiczny, spożywczy, metalowy, elektrotechniczny oraz włókienniczy. Jest głównym portem eksportującym meksykańską ropę naftową, srebro, miedź, drewno, wełnę i wiele innych produktów rolniczych. W 2005 roku liczyło około 303 tys. mieszkańców.
Miejsce urodzenia polskiej aktorki i piosenkarki, Alicji Bachledy-Curuś.

## Miasta partnerskie
- Villahermosa
- Altamira
- Houston, USA
- McAllen, USA
- Ciudad Victoria